# Code Geass 双貌的奥兹
《Code Geass 双貌的奥兹》（日語：コードギアス 双貌のオズ）是《Code Geass 反叛的魯路修》的外传作品。並於2014年8月底開始本作第二季《Code Geass 双貌的奥兹 O2》。

## 概述
《Code Geass 双貌的奥兹》与动画电影《Code Geass 亡国的阿基德》一样，是讲述《Code Geass 反叛的鲁路修》与《Code Geass 反叛的鲁路修 R2》之间空白的时间段所发生的故事。《Code Geass 双貌的奥兹 O2》故事则与《Code Geass 反叛的鲁路修 R2》平行展开。
以图文小说与漫画两条线来描述欧路菲·泽冯与爱德琳·泽冯这对双胞胎兄妹各自的故事。OZ同为兄妹俩姓名的缩写。图文小说现于《Hobby Japan》上连载，漫画先于《NEWTYPE ACE》上连载，《NEWTYPE ACE》休刊后，移至《月刊Comp-Ace》。

## 登场人物
爱德琳和玛丽蓓尔的声优信息来自《Code Geass 双貌的奥兹》配图广播剧（《Newtype ACE》Vol.17与《Code Geass 反叛的鲁路修 R2》5.1ch Blu-ray BOX收录）。欧路菲的声优信息来自小说版第2卷特装版附带的广播剧CD。

### 主要人物
欧路菲·泽冯（Orpheus Zevon，声优：铃木达央）
- 年龄：17岁 →18歲﹙R2﹚→20歲﹙復活的魯路修﹚→25歲﹙奪回的Rozé﹚
- 性別：男性
- 人种：不列颠人
- 驾驶机体：RPI-11/sc 格拉斯哥（欧路菲规格）、Type-01/C 白炎、Type-01/CF1 白炎式、Type-01/C3 業火白炎

图文小说版《双貌的奥兹》的主角，爱德琳的哥哥。金发绿眸的少年，左眼角有泪痣。其家族泽冯为母系贵族家族，因雙子不祥的傳說，加上女性繼承人順位優先的關係，致其被遗弃在平民家中。这家平民又因贫穷，以几枚银币的价格将欧路菲卖与Geass嚮團，成为实验对象，从V.V.处获得用于伪装成他人的Geass。之后与恋人一同逃离Geass嚮團。不久后，恋人遭到前来灭口的奥亚格罗率领的“冥王”部队的杀害，为此欧路菲成为恐怖分子，並走遍世界而去追寻仇人的线索。
在「邪惡儀式」中發現瑪莉蓓爾和魯路修合作的目的，為了不污染妹妹雙手，選擇與瑪莉蓓爾同歸於盡。最終接受了瑪莉蓓爾的心意，兩人雙雙歸隱。
在《奪還的Roze》證實存活，右眼戴上了眼罩。與瑪莉蓓爾滯留在開普敦，之後駕駛業火白炎迎擊在當地不斷屠殺平民的無人機「洛基」。
爱德琳·泽冯（Oldrin Zevon，声优：濱崎奈奈）
- 年龄：17岁 →18歲﹙R2﹚→20歲﹙復活的魯路修﹚→25歲﹙奪回的Rozé﹚
- 性別：女性
- 人种：不列颠人
- 所属：格琳達骑士团
- 驾驶机体：RPI-209/G 格洛斯特·格琳達规格、Z-01/T 兰斯洛特·Grail、Z-01/T-EP0 蘭斯洛特．High Grail

漫画版《双貌的奥兹》的主角，奧菲斯的妹妹，茲馮家第一繼承人。金发绿眸的少女，右眼角有泪痣。小時候因皇帝改寫記憶而變成代替瑪莉蓓爾成為意外把潛入雙魚宮的暗殺者引狼入室之元兇，為保護摯友的內心而把真相隱藏，並發誓成為保護她的騎士。反恐的快速反应机甲部队——格琳達骑士团的首席骑士，也是瑪莉蓓爾的摯友和守護騎士。一度因對方投靠魯路修而反目，但心中仍重視對方。
此外，她也是從第一枚核彈的威脅下救走娜娜莉及咲世子的關鍵人物，與她們交好。曾因私放知曉達摩克里斯要塞和娜娜莉未死之事的咲世子回去魯路修陣營一事，而被修奈傑爾投閑置散。直至柯奈莉亞被暗殺未遂一事發生，帶領騎士團脱離舊皇帝派，並護衛重傷的柯奈莉亞離開。在「零之鎮魂曲」發生時，被派去毀滅核彈要塞，以免暗殺魯路修失敗後，會遭對方發射核彈報復。經歷「邪惡儀式」後，終於理解瑪莉蓓爾和魯路修的用意。最終因成為討伐「邪惡」的英雄，而被超合眾國和黑色騎士團同意作為互相監察及協力者，繼續帶領格琳達騎士團，並討伐各地企圖復僻帝制的舊貴族。
在《復活的魯路修》中於扇和維蕾塔的婚禮中與雷歐哈特、瑪莉卡、諾奈特一同短暫出場，此時的她身著粉紅色披風，髮型也改為單馬尾。
在《奪還的Roze》中駕駛蘭斯洛特．High Grail與格琳達騎士團的成員一同迎擊不斷屠殺平民的無人機「洛基」。
奥亚格罗·泽冯（Oiagro Zevon）
- 年龄：29岁
- 性別：男性
- 人种：不列颠人
- 所属：“冥王”（Pluto）特种部队
- 化名：巫师（Wizard）
- 驾驶机体：IFX-4DW1 亞格拉賓（Agravain）

泽冯家当代家主。神圣不列颠帝国特种部队——冥王的统领。同时也是欧路菲与爱德琳的舅舅。“和平印记”的赞助人。
為了拯救被皇帝下令滅口、知曉雙魚宮暗殺事件真相的奧德琳，亲手杀死的自己的姐姐兼前任冥王統領——欧路菲与爱德琳的母亲，继承了家主之位。更在之后的任务中杀死了自己的外甥欧路菲（本以为如此，但實為殺死了奧菲斯的戀人），内心备受折磨，因而采取了一种自相矛盾的行动方式：一边完成不列颠分派的肮脏的工作，一边赞助反不列颠组织。後成為瑪莉蓓爾的騎士，協助她完成「邪惡儀式」。
本打算以死亡來求奧菲斯的原諒，但最終奧菲斯要求他活下去贖罪。戰後輔助外甥女奧德琳打理騎士團的事宜。

### 和平印记相关
欧路菲·泽冯
见“欧路菲·泽冯”
紫電（Zi Dian）
- 年龄：20岁
- 性別：男性
- 人种：中华联邦人

与「和平印记」组织有来往。
加纳巴特（Ganabati）
- 年龄：55岁
- 性別：男性
- 人种：印度人

与「和平印记」组织有来往的。本人为商人兼技工。
X女士（Miss X，聲優：種崎敦美）
- 年龄：不明
- 性別：女性
- 人种：不明

负责转达「和平印记」委托的中介。

### 神圣不列颠帝国

#### 皇族
玛丽蓓尔·Mel·不列颠（Marrybell mel Britannia，声优：内田真礼）
- 年龄：17岁 →18歲﹙R2﹚→25歲﹙奪回的Rozé﹚
- 性別：女性
- 人种：不列颠人
- 所属：格琳達骑士团
- 驾驶机体：Z-01/TX-02 兰斯洛特·試作型、Type-X2/Z-01/TX 艾爾法巴
- 昵称：玛丽
- 绰号：英雄皇女[1]

神圣不列颠帝国的皇女(原第3皇女，廢嫡後被尤菲取代)，皇位第88顺位继承人，格琳達骑士团团长、创始人兼旗舰舰长，年紀比尤菲稍大。年少時，與年紀相約的異母兄弟姊妹魯路修、尤菲米亞和娜娜莉交好，經常和同母妹妹朱莉婭前往白羊宮玩耍。她與奧德琳也是自小相識的朋友。
幼时，其母弗洛拉皇妃及其同母妹妹朱莉娅皇女在雙魚座离宫遭遇恐怖炸弹袭击身亡。在请求父亲查尔斯捉拿凶手，遭到查尔斯讥讽——“她们两人会死是因为她们的愚蠢”后，对其父拔剑相向。被制伏后剥夺了皇位继承权。
之后进入军校，放假期間寄宿於奧德琳家中。毕业之际向爱德琳表示自己组建作為反恐組織--格琳達骑士团的想法获得修奈杰尔的支持并邀请爱德琳加入。在丧失皇位继承权5年后，进入皇宫对其父承认当年的错误，获得查尔斯的赞许，重新获得皇位繼承權和第88皇女的身份。在修奈杰尔的支持下组建格琳達骑士团并邀请爱德琳加入，後來更以24區（西班牙）總督身份掌握當地軍權。其擴張軍權和戰鬥的能力不下於柯奈莉亞，指揮和制定戰略的能力也不下於魯路修，是不哲不扣的軍事人才；但領導力不及奧德琳，導致後來修奈杰爾以借兵為名，調走格琳達騎士團，以削弱她不斷擴大的軍事勢力。
后从V.V.处获得與魯路修相似、命令类的Geass，藉此增加傀儡「謎題騎士」，擴大格琳達騎士團，但同時也招來初代成員不滿，以及修奈傑爾等其他王族的猜忌。當初反恐理想變得偏激，不惜製造白色恐慌來作鎮壓手段。
曾一度以為是奧德琳意外放過一名自稱向其母親送禮的殺手小孩，導致悲劇發生。後來在傑瑞米亞的Geass發動後，發現自己才是間接令悲劇發生的元兇，所以在5年前向皇帝拔劍以求死贖罪，而皇帝則對此改動她的記憶，以免她一心求死。
在魯路修奪位後，主動帶領其名下的軍隊和24區軍力投靠對方，是「零之鎮魂曲」在位於達摩克利斯要塞戰場「邪惡儀式」的參與者，目的是為了讓奧德琳毀滅身為「邪惡」之一的自己與核彈發射站，令帝制毀滅，世界不再以軍事力量角逐地位，並讓格琳達騎士團作為超合眾國的協助者守護世界。根據魯路修所言，她無論在Geass能力、昔日經歷和對改變世界的理念、實踐方式皆與自己十分相似，所以早就在計畫裏留下她的位置和為她準備好KMF，後來也放心把從娜娜莉手上得來的「芙蕾雅」發射器交給她保管。
最終在「邪惡儀式」中，把早已經毀掉所有核彈的要塞及發射器交給奧德琳，並讓奧菲斯以同歸於盡的方式殺死自己。從要塞墜落時，向奧菲斯表白。在結局中兩人幸存下來，與奧菲斯雙雙歸隱。
与其他皇室成员不同，其KMF驾驶技术是在军校内掌握。
在《奪還的Roze》證實存活。與奧菲斯滯留在開普敦。
查尔斯·Zi·不列颠（Charles zi Britannia）
不列顛尼亞第98代皇帝，以Geass來改寫瑪莉蓓爾的記憶。
修奈杰尔·El·不列颠（Schneizel el Britannia）
不列顛尼亞第二皇子，支持玛丽蓓尔成立格琳達骑士团并给予其许多帮助，使其能优先取得在Camelot开发的圆桌骑士用机体的试作机。
柯内莉亚·Li·不列颠（Cornelia li Britannia）
- 驾驶机体：RPI-00/SC 格洛斯特·柯内莉亚机（破损）

不列顛尼亞第2皇女，在黑色叛乱中被视为失踪，借此化名奈莉丝调查Geass相关的情报。左臂在黑色叛乱中负伤。
在蒙古边境的某座城市击退了强盗集团。以保护该城为条件从欧路菲口中获悉Geass嚮團的部分情报。
吉妮薇尔·De·不列颠（Guinevere de Britannia）
不列顛尼亞第1皇女。
卡琳娜·Ne·不列颠（Carine ne Britannia）
不列顛尼亞第5皇女。正为提高自己在皇族内的地位而努力。非常討厭瑪莉蓓爾，認為一度失去皇族地位的她是靠討好修奈傑爾上位。
奥德修斯·Eu·不列颠（Odysseus eu Britannia）
不列顛尼亞第1皇子。
弗洛拉·Mel·不列颠（Flora mel Britannia）
- 年龄：不明（KIA）
- 性別：女性
- 人种：不列颠人
- 身份：皇妃

广播剧中提到的人物。玛丽蓓尔的母亲。
与么女朱莉娅一同死于恐怖炸弹袭击。
朱莉娅·Mel·不列颠（Julia mel Buritannia）
- 年龄：不明（KIA）
- 性別：女性
- 人种：不列颠人

广播剧中提到的人物。玛丽蓓尔的同母妹妹。
与其母弗洛拉一同死于恐怖炸弹袭击。

#### Camelot
罗伊德·阿斯普林德（Lloyd Asplund）
塞希尔·柯尔米（Cecile Croomy）

#### 军队
达斯科·拉·克雷蒙（Dasco la Clermont）
- 年龄：不明
- 性別：男性
- 人种：不列颠人
- 驾驶机体：GUREN TYPE-01 红莲壹式、Type-03F/GC 月下·特装型

卡琳娜·Ne·不列颠的直属骑士。
在修奈傑爾的達摩克里斯發射「愛之女神」摧毀首都時救出卡琳娜。
厄普森将军（Upson）
- 年龄：不明（KIA）
- 性別：男性
- 人种：不列颠人

动画R2 TURN 6登场的人物。注重自己的功勋及名声。
在漫画第5—6话中搭乘水面母舰指挥部队镇压“塔列蘭之翼”发动的兵变。
托马斯·金梅尔（Thomas Kimmer）
- 年龄：不明（KIA）
- 性別：男性
- 人种：不列颠人
- 驾驶机体：Z-01/TX-02 兰斯洛特·試作型

在小说第14回中驾驶兰斯洛特·試作型与爱德琳驾驶的兰斯洛特·Grail进行公开试验时。
在动画R2 TURN 4中，是金色涂装的文森特先行量产試作型原本的驾驶员，但被罗洛杀害，并被夺走了机体。
从其担任兰斯洛特·試作型和文森特先行量产試作型的驾驶员来看，其技术应该相当高超。
然而在手游:《反逆的魯魯修 失落物語》中由洛伊德主任證實為修奈傑爾掛保證的超普通駕駛員，其駕駛技巧全能力為平均中的平均，沒有任何突出的地方，就是個普通駕駛員(因為不能使用技術過高或者是過低的駕駛員，會影響機體標準化)

##### Knight Of Rounds
吉诺·温伯格（Gino Weinberg）
阿妮亚·阿鲁斯特莱依姆（Anya Alstreim）
枢木朱雀（Suzaku Kururugi）
莫妮卡·库鲁席夫斯基（Monica Kruszewski）

##### 格琳達骑士团
玛丽蓓尔·Mel·不列颠
见“玛丽蓓尔·Mel·不列颠”
爱德琳·泽冯
见“爱德琳·泽冯”
托托·汤普森（Toto Thompson，聲優：和氣杏未（Genesic Re;CODE））
- 年龄：16岁
- 性別：女性
- 人种：不列颠人
- 所属：格琳達骑士团

戴着眼镜的褐色皮肤少女，泽冯家的侍女。因为认定爱德琳为泽冯家的正统继承人而与其一同参军。
实际是Geass嚮團派去监视爱德琳·泽冯的人，拥有删除记忆的Geass。
苏琪亚·席尔帕（Sokkia Sherpa，聲優：渡部優衣（超級機械人大戰X-Ω））
- 年龄：16岁 →17歲﹙R2﹚→19歲﹙復活的魯路修﹚→24歲﹙奪回的Rozé﹚
- 性別：女性
- 人种：不列颠人
- 所属：格琳達骑士团
- 驾驶机体：RPI-13/G 萨瑟兰·格琳達规格、RZX-13/ESC 萨瑟兰·慧眼

格琳達骑士团所属骑士。有着想到什么都会不加思索脱口而出的缺点。在战斗时与平日的表现会给人种判若两人的感觉。
在《奪還的Roze》中與格琳達騎士團的成員一同迎擊不斷屠殺平民的無人機「洛基」。
雷欧哈特·修塔纳（Leonhardt Steiner，聲優：河西健吾）
- 年龄：18岁 →19歲﹙R2﹚→21歲﹙復活的魯路修﹚→26歲﹙奪回的Rozé﹚
- 性別：男性
- 人种：不列颠人
- 所属：格琳達骑士团
- 驾驶机体：RPI-13/G 萨瑟兰·格琳達规格、RZX-3F7 布拉德福德

格琳達骑士团所属骑士。是侍奉温伯格家族的技术系贵族——修塔纳家族的嫡男。吉诺·温伯格的幼时玩伴。玛莉卡·索雷西的未婚夫。暗恋着托托。
在《復活的魯路修》中於扇和維蕾塔的婚禮中與瑪莉卡、奧德琳諾奈特一同短暫出場，此時的他身著水藍色披風。
在《奪還的Roze》中與格琳達騎士團的成員一同迎擊不斷屠殺平民的無人機「洛基」。
丁格·洛克哈特（Tink Lockhart，聲優：內匠靖明）
- 年龄：18岁 →19歲﹙R2﹚→21歲﹙復活的魯路修﹚→26歲﹙奪回的Rozé﹚
- 性別：男性
- 人种：不列颠人
- 所属：格琳達骑士团
- 驾驶机体：RPI-13/G 萨瑟兰·格琳達规格、RZX-6DD ZETLAND

格琳達骑士团所属骑士。喜欢照顾同伴，个性粗枝大叶。
在《奪還的Roze》中與格琳達騎士團的成員一同迎擊不斷屠殺平民的無人機「洛基」。
玛莉卡·索雷西（Marika Soresi，倉田雅世 (初代)，花宮初奈 (二代)）
- 年龄：14岁 →15歲﹙R2﹚→17歲﹙復活的魯路修﹚→22歲﹙奪回的Rozé﹚
- 性別：女性
- 人种：不列颠人
- 駕駛機體：RZX-3F7 布拉德福德（Code Geass 双貌的奥兹）、RPI-212 文森特

纯血派第二号人物库埃尔的妹妹，在动画R2 TURN 18露面的棕色短发的少女。
小说版中为莉莱娜的后辈，同为士官候补生，成绩为陆战操纵科首位。在九州事件后接任莉莱娜成为柯内莉亚的随从。
在《Code Geass 双貌的奥兹》里提到她是雷欧哈特·修塔纳的未婚妻並喜歡著雷欧哈特，在黑色叛乱后由11区返回本土，曾担任RZX-3F7布拉德福德的测试驾驶员
小時候常常斥責雷翁哈特·修泰納軟弱，曾在返回本國時向瑪莉蓓爾·Mel·不列顛尼亞提出加入格琳達騎士團。據雷翁哈特透露專長是用殺人香料製作超辣肉餅
在动画R2 TURN 18的第二次东京決战中，被红莲圣天八极式瞬间突击而被擊墜。之後在小說中交代了被擊墜時，逃生艙及時彈出，之後被雷翁哈特救出。是女武神隊中唯一存活的成員。
在《復活的魯路修》中於扇和維蕾塔的婚禮中與雷歐哈特、奧德琳、諾奈特一同短暫出場。
在《奪還的Roze》中與格琳達騎士團的成員一同迎擊不斷屠殺平民的無人機「洛基」。

#### 其他
休巴罗夫·贝杰齐路斯基（Shuvalov Bezekirsky）
- 年龄：不明
- 性別：男性
- 人种：不列颠人

欧洲不列颠幕后的财务负责人。在逃亡E.U.时身受重伤。

### 塔列蘭之翼
威尔伯·米尔比尔（Wilber Millbill）
- 年龄：不明
- 性別：男性
- 人种：不列颠人
- 所属：塔列蘭之翼

### E.U.
妮哈·夏卡爾（Neha Shankar）
- 年龄：15岁
- 性別：女性
- 人种：印度人

KMF工科专家。年纪轻轻便获准进入E.U.综合理工科大学学习。仰慕拉克夏塔。因为5年前的战争失去双足，一直装有由拉克夏塔亲手安装的義肢。
因E.U.与不列颠的战争，被欧路菲与紫電联手将妮哈从柏林带出。
导师
- 年龄：不明（KIA）
- 性別：男性
- 人种：不明

居住于维也纳，双目失明的老人。出生地、本名、年龄都不详。职业是占星术士，能够识破变装。知晓Geass嚮團。
在很久以前便是欧洲的幕后支配者。由于跟随了欧洲不列颠而被E.U.视为眼中钉、肉中刺。巫师（奥亚格罗·泽冯）亲自委托欧路菲暗杀他。

### Geass相关
克拉拉·兰弗兰克
Geass嚮團所属的少女，拥有命令类Geass，头上一直戴着顶帽子。与欧路菲于同一时期被收养于Geass嚮團。称呼V.V.为“爸爸”，視響團裏其他同為Geass能力者的孤兒為兄弟姊妹。
原本是准备用来顶替娜娜莉的存在来监视鲁路修的「妹妹」，认识欧路菲·泽冯与托托·汤普森。在两位奥兹停留11区时，曾以鲁路修妹妹的身份出現在阿什弗德学园（當時魯路修以軍師的身份在歐洲不列顛對EU的戰場上，即《亡國的阿基德》時期），自稱曾回國做手術而使雙眼和雙腿復原。
被欧路菲利用自己的Geass骗过克拉拉的Geass而将克拉拉射杀。由于克拉拉死亡，R2中变换成了罗洛这个弟弟，所以魯路修也未曾見過她。
V.V.

### 其他
奥莉雅（Euria）
- 年龄：不明（KIA）
- 性別：女性
- 人种：不明

欧路菲的女友。与欧路菲一同逃离Geass嚮團后，一同隐居在匈牙利南部的小村庄。奥亚格罗带领四名“冥王”部队成员前来追杀时，奥莉雅为了保护欧路菲，最后在欧路菲怀中断了气。
泽崎幸麿（Yukimaro Sawazaki）
- 年龄：不明（KIA）
- 性別：男性
- 人种：日本人

泽崎敦之子。泽崎敦在九州举兵失败后被捕，之后被不列颠处刑。泽崎幸麿亦是其父的左右手，在逃过不列颠的追捕后流亡至中华联邦。在中华联邦南部边境建立起了未经公开声明的日本流亡政权。其组织装备从旧日本倒卖出来的“无赖”和从中华联邦的大宦官处购得的“钢髅”。机体的一部分为红色涂装，是其曾经打算将自己的组织称为“红巾党”的证明。
应利用N资金（在日本向不列颠无条件投降之前，据说被当时的枢木政权藏匿起来的一笔庞大军用资金）的消息将大宦官和不列颠某贵族玩弄于股掌。因此被某方委托欧路菲、崔德恩、加纳巴特等前去将其杀死。最后被欧路菲驾驶“白炎”将其杀死。
红月卡莲
为重建黑色骑士团，与卜部一起来到印度的古吉拉特邦，收集情报，积蓄力量。
卜部巧雪
为重建黑色骑士团，与卡莲一起来到印度的古吉拉特邦，卜部与地下武器商人接触，筹备可以成为战力的KMF。

## 登场组织
和平印记（Peace Mark）
在世界各地均有联系网的恐怖分子派遣组织。
格琳達骑士团（Glinda Knights）
由玛丽蓓尔·Mel·不列颠组建的执行反恐任务的快速反应部队。打击针对不列颠的恐怖主义。旗舰为卡利恩级浮游航空舰葛兰贝利号。在「零之鎮魂曲」及「邪惡儀式」後，改為輔助黑色騎士團的合法軍事部隊，打擊企圖復僻帝制的勢力。
冥王（Pluto）
由奥亚格罗·泽冯统帅的不列颠特种部队。替不列颠皇族执行暗杀、绑架、恐吓等任务。
塔列蘭之翼（Wings of Talleyrand）
不列颠内的反查尔斯主义派组织。为推翻查尔斯而发动兵变。
塔列蘭之子
塔列蘭之翼的残余所组成的反查尔斯主义派组织。
蓝色男爵（Blue Barons）
不列颠为猎捕黑色骑士团残余而设立的特殊机关。部队全部由不列颠上级贵族（男爵级及以上）组成，这支部队是不列颠讨伐黑色骑士团的强烈意志的体现。装备有格洛斯特与萨瑟兰。指挥官为泽别伦男爵。
马德里之星
活跃在24区（西班牙）的反不列颠组织。
撒哈拉之牙
活跃在阿尔及利亚（属于北非——18区）的恐怖组织。

## 登场兵器

### 和平印记
白炎（BYAKUEN）
型号：Type-01/C 全高/战斗重量：4.75m/7.941t
驾驶员：欧路菲·泽冯
白炎可翔（BYAKUEN KASYO）
型号：Type-01/CF1 全高/战斗重量：4.75m/8.93t
驾驶员：欧路菲·泽冯

### 神圣不列颠帝国

#### 格琳達骑士团
蘭斯洛特·Grail（LANCELOT GRAIL）
型号：Z-01/T 全高/战斗重量：4.42m/7.95t
驾驶员：爱德琳·泽冯
其他譯名：蘭斯洛特·聖杯型
配合搭乘者奧德琳·兹馮製造的專用機，堪稱格琳達騎士團的旗艦機。由於原版的蘭斯洛特性能高卻難以駕馭，不適合所有駕駛員，因而將蘭斯洛特·試作型改良後加以運用。在機體性能及功率上有所縮減，並廢止新規格裝備，因此部分規格遜於原版蘭斯洛特。但裝備有其他用途的武裝，合體型態就是其中之一。藉由直接連接其他試作型Knightmare Frame的功能，能連結兩座尤克特拉希爾驅動，以此獲得高功率輸出。使用以「修洛塔鋼合金」所製成的劍為武器戰鬥，這種特殊合金是為了研發出兼具使能源光盾停滯的性質以及超強硬度的材料而生。機體背部能夠裝備攜帶多把修洛塔鋼劍的專用裝置。
布拉德福特（BRADFORD）
布拉德福特·勇士（BRADFORD BRAVE）
型号：RZX-3F7 全高/战斗重量：5.34m/7.72t
驾驶员：玛莉卡·索雷西、雷欧哈特·修塔纳
萨瑟兰·慧眼（SUTHERLAND EYE）
型号：RZX-13/ESC 全高/战斗重量：4.41m/7.99t
驾驶员：苏琪亚·席尔帕
泽特兰（ZETLAND）
泽特兰·雄心（ZETLAND HEART）
型号：RZX-6DD 全高/战斗重量：4.80m/11.17t
驾驶员：丁格·洛克哈特
格洛斯特·格琳達规格（GLOUCESTER GLINDA）
型号：RPI-209/G
驾驶员：爱德琳·泽冯
萨瑟兰·格琳達规格（SUTHERLAND GLINDA）
型号：RPI-13/G
驾驶员：苏琪亚、雷欧哈特、丁格

#### 不列颠军
兰斯洛特·試作型（LANCELOT TRIAL）
型号：Z-01/TX-02 全高/战斗重量：4.49m/6.97t
驾驶员：玛丽蓓尔·Mel·不列颠、托马斯·金梅尔
萨默塞特（SOMERSET）
型号：RAI-X16

#### 其他
朱厭（Chuyen）
型号：XT-401
神虎的量产型。

## 製作團隊
- 企划：SUNRISE
- 企划协力：谷口悟朗、大河内一楼
- 系列構成：森田繁
- 角色設計：木村贵宏
- KMF設計：中田荣治、ASTRAYS等
- 机械設計：寺冈贤司
- 色彩设计：岩泽玲子
- 协力：BANDAI COLLECTORS'事业部、角川书店 《NEWTYPE ACE》编辑部、Hobby Japan 月刊《Hobby Japan》编辑部

## 出版書籍
| 冊數   | 角川書店      | 角川書店               | 台灣角川       | 台灣角川              |
| 冊數   | 發售日        | ISBN                   | 發售日         | ISBN                  |
| 第一部 | 第一部        | 第一部                 | 第一部         | 第一部                |
| ------ | ------------- | ---------------------- | -------------- | --------------------- |
| 1      | 2012年8月8日  | ISBN 978-4-04-120363-7 | 2013年5月28日  | ISBN 978-986-325377-8 |
| 2      | 2013年1月8日  | ISBN 978-4-04-120485-6 | 2013年10月16日 | ISBN 978-986-325662-5 |
| 3      | 2013年7月6日  | ISBN 978-4-04-120699-7 | 2014年3月14日  | ISBN 978-986-325864-3 |
| 4      | 2014年2月26日 | ISBN 978-4-04-120980-6 | 2014年11月14日 | ISBN 978-986-366244-0 |
| 5      | 2014年9月26日 | ISBN 978-4-04-101896-5 | 2015年7月16日  | ISBN 978-986-366629-5 |
| 第二部 |               |                        |                |                       |
| 1      | 2015年4月25日 | ISBN 978-4-04-102866-7 | 未代理         | 未代理                |
| 2      | 2015年4月25日 | ISBN 978-4-04-102867-4 | 未代理         | 未代理                |
| 3      | 2016年1月26日 | ISBN 978-4-04-103772-0 | 未代理         | 未代理                |
| 4      | 2016年1月26日 | ISBN 978-4-04-103773-7 | 未代理         | 未代理                |
| 5      | 2016年5月26日 | ISBN 978-4-04-104262-5 | 未代理         | 未代理                |

| Hobby Japan | Hobby Japan   | Hobby Japan                                             |
| 卷數        | 發售日期      | ISBN                                                    |
| 第一部      | 第一部        | 第一部                                                  |
| ----------- | ------------- | ------------------------------------------------------- |
| 1           | 2013年7月10日 | ISBN 978-4-79-860635-4                                  |
| 2           | 2014年2月26日 | ISBN 978-4-79-860737-5 ISBN 978-4-79-860738-2（特裝版） |
| 3           | 2014年9月26日 | ISBN 978-4-79-860848-8                                  |
| 第二部      |               |                                                         |
| 1           | 2015年4月25日 | ISBN 978-4-79-861006-1                                  |
| 2           | 2016年5月26日 | ISBN 978-4-79-861230-0                                  |